# Cyclocephala hylaea
Cyclocephala hylaea is een keversoort uit de familie bladsprietkevers (Scarabaeidae). De wetenschappelijke naam van de soort werd voor het eerst geldig gepubliceerd in 2022 door Paz en Ratcliffe.